# فاسكفيسي - فسيفاسي
فاسكفيسي- فسيفاسي هي بحيرة متوسطة الحجم تقع في فنلندا.حيث تقع في بلدية فيرات في منطقة بيركنما غرب فنلندا. البحيرة هي جزء من حوض كوكيماينيوكي. البحيرة تصب في بحيرة تارجان في الجنوب.